# Mimischnia ochreosignata
Mimischnia ochreosignata är en skalbaggsart som först beskrevs av Stefan von Breuning 1964.  Mimischnia ochreosignata ingår i släktet Mimischnia och familjen långhorningar. Inga underarter finns listade i Catalogue of Life.